# Чукхунг

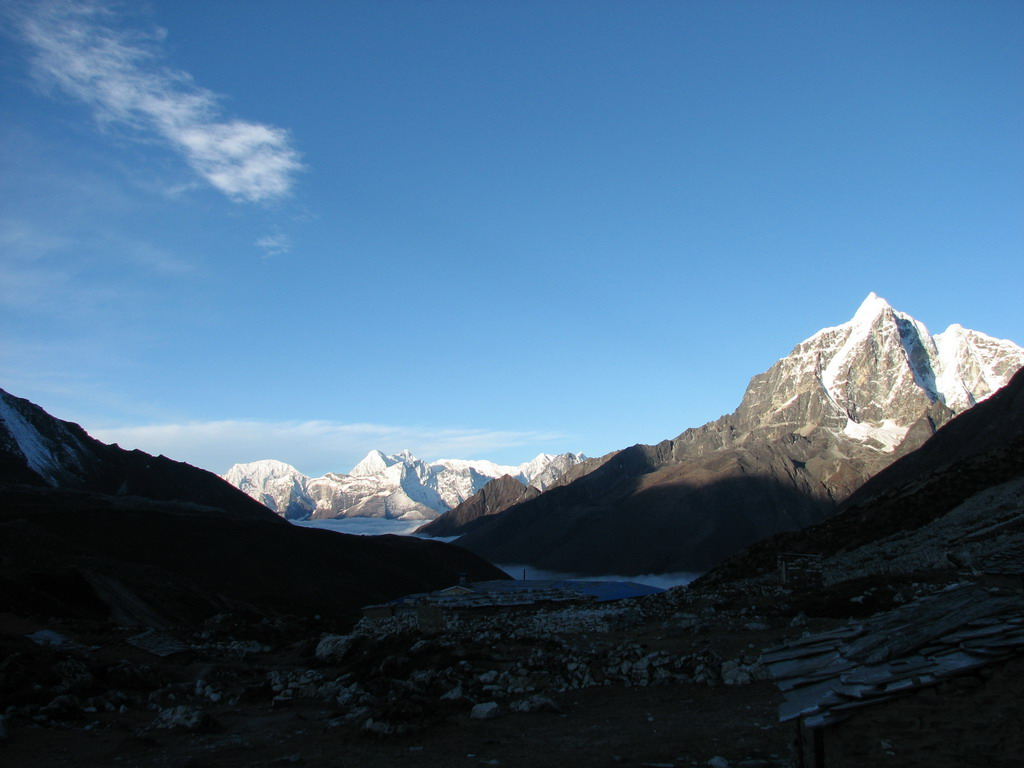
Раннее утро. Вид из посёлка Чукхунг вниз в долину

Чухунг (Chhukhung) — посёлок в районе Джомолунгмы, расположенный на высоте 4750 метров, самый высокогорный населённый пункт в Непале.
Является завершающей точкой одного из ответвлений трека вокруг Эвереста. Сверху к нему «стекают» три ледника — Лхоцзе, Лхоцзе-Нуп и Нупцзе. В пяти км ниже Чукхунга находится Дингбоче (4410 м), откуда посёлок не виден; в шести км от Чукхунга находится базовый лагерь вершины Айленд-пик (5100). 
От Чукхунга вверх-влево идёт хорошо набитая тропа на вершину Чукхунг-ри (5559 м). Сначала тропа доходит до перевала, и затем есть два пути — повернуть влево на обзорную площадку, с которой открывается потрясающий вид на всю долину, на Ама-Даблам и прочие горы, или повернуть направо и подняться на Чукхунг-ри. Слово «ри» означает, что эта вершина является промежуточной, то есть за ней — основная вершина Чукхунг (5833 м).
На перевале установлено множество туров, и с него открывается поразительной красоты вид. Путь с перевала до Чукхунг-ри может занять от получаса до часа, хотя кажется — рукой подать. Тропа довольно простая, хотя и придётся покарабкаться по камням.
С вершины Чукхунг-ри едва заметная тропа идёт дальше влево — сначала немного вниз до следующего перевала, потом по острому перевалу, потом влево вверх на основную вершину Чукхунг. Маршрут совершенно очевиден, поэтому даже в сильный туман там почти невозможно заблудиться несмотря на то, что тропа почти не видна.
На Чукхунге ближе к вершине сплошь и рядом — удивительные камни, больше похожие на осколки окаменевших стволов деревьев, ярко-золотистого цвета.
От посёлка Чукхунг до Чукхунг-ри — часа 4 в нормальном темпе. От Чукхунг-ри до Чукхунга — около 2 часов. В 30 метрах от вершины Чукхунг — элементы скалолазания. Крайне не рекомендуется пробовать пройти их без специального снаряжения и/или приличных навыков скалолазания. Возвращаясь с Чукхунга можно с острого перевала спуститься по пологому склону влево — в долину, идущую вдоль ледника Лхоцзе Нуп — внизу идёт хорошо набится тропа к посёлку. Если нет сильного тумана, то прямо перед тобой видна вздымающаяся стена Нупцзе и, далее, Лхоцзе.
Необходимо иметь в виду, что густейший туман может наползти буквально за считанные минуты, после чего видимость упадёт до нуля, станет очень холодно.
Вершину Чукхунг можно использовать в качестве стартовой площадки для подъёма на Нупцзе. Здесь уже необходимо всё то снаряжение и тот опыт, который позволит совершить восхождение на этот семитысячник.
Если возвращаться от Чукхунга к Дингбоче, посередине будет посёлок Бибре. От него вправо вверх через перевал Конгма-ла (5535) идёт тропа в соседнюю долину — прямиком к Лобуче. Чтобы подойти к Лобуче (4940 м), необходимо будет ещё пересечь ледник Кхумбу, но это несложно — есть хорошо набитая тропа прямиком через ледник. Если, подойдя к леднику, не залезать на него, а пройти вправо метров 500, можно увидеть очень красивое маленькое озеро, которое хорошо видно с пика Лобуче. Маршрут Бибре-Лобуче очень красивый, но и довольно трудоёмкий. Обычный маршрут от Чукхунга к Лобуче — огибая лежащий между ними хребет — вниз до Дингбоче, затем направо до Дукла (Dughla) (4600 м), затем направо к Лобуче. И тот и другой маршрут — на один день хода максимум.
Несмотря на то, что в Чукхунге лишь несколько гестхаузов, их вполне хватает на всех желающих туристов. Горная болезнь на такой высоте особенно сильна, поэтому необходимо сюда подниматься постепенно, акклиматизируясь в достаточной степени, в противном случае вместо приключений ты получишь лишь сильнейшую головную боль, понос, бессонницу и — как результат — полное физическое и психическое истощение. Спасательные вертолёты курсируют тут довольно часто — нередки случаи, когда туристы, имея лишь неделю отпуска, хотят как можно быстрее подняться как можно выше. Вызвать спасательный вертолёт из посёлка несложно, но заплатить за это придётся около $1500.
В простых случаях можно обратиться в клинику в посёлке Пхериче (4280 м) — (1 день хода от Чукхунга). Клиника вполне современная, даже удивительно встретить её среди этих гор. Врачи — европейцы. Стоимость приёма у врача — $50. Плюс стоимость лекарств.

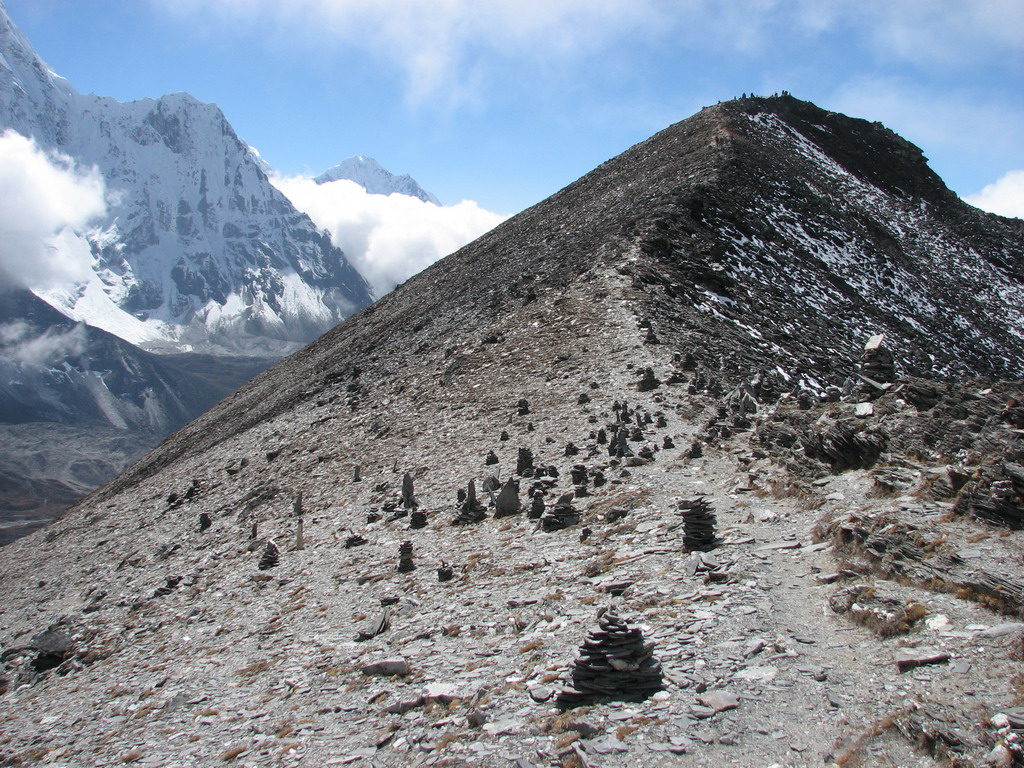
Вид на обзорную площадку с перевала
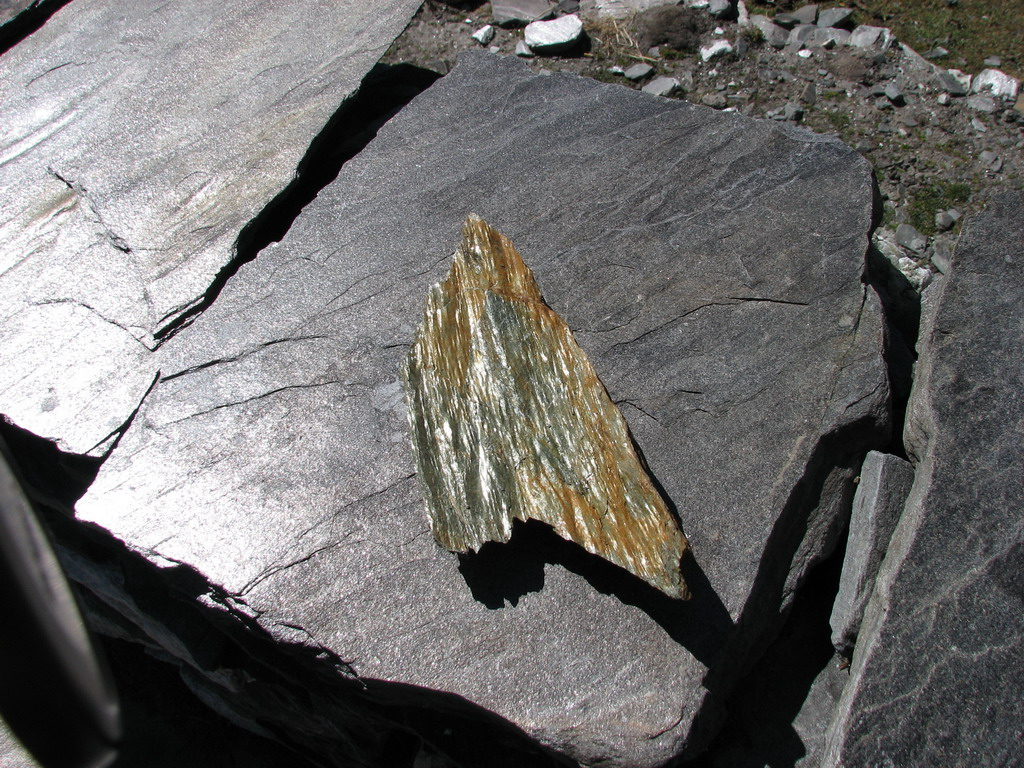
Камни-деревья на Чукхунге
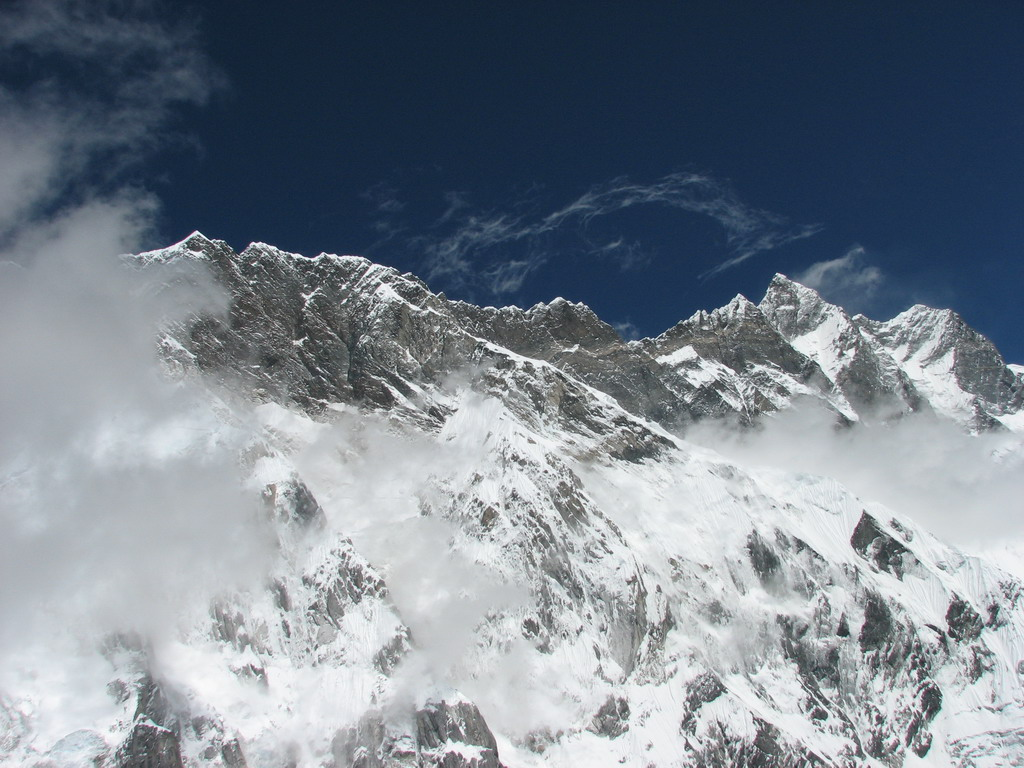
Гребень Нупцзе — Лхоцзе
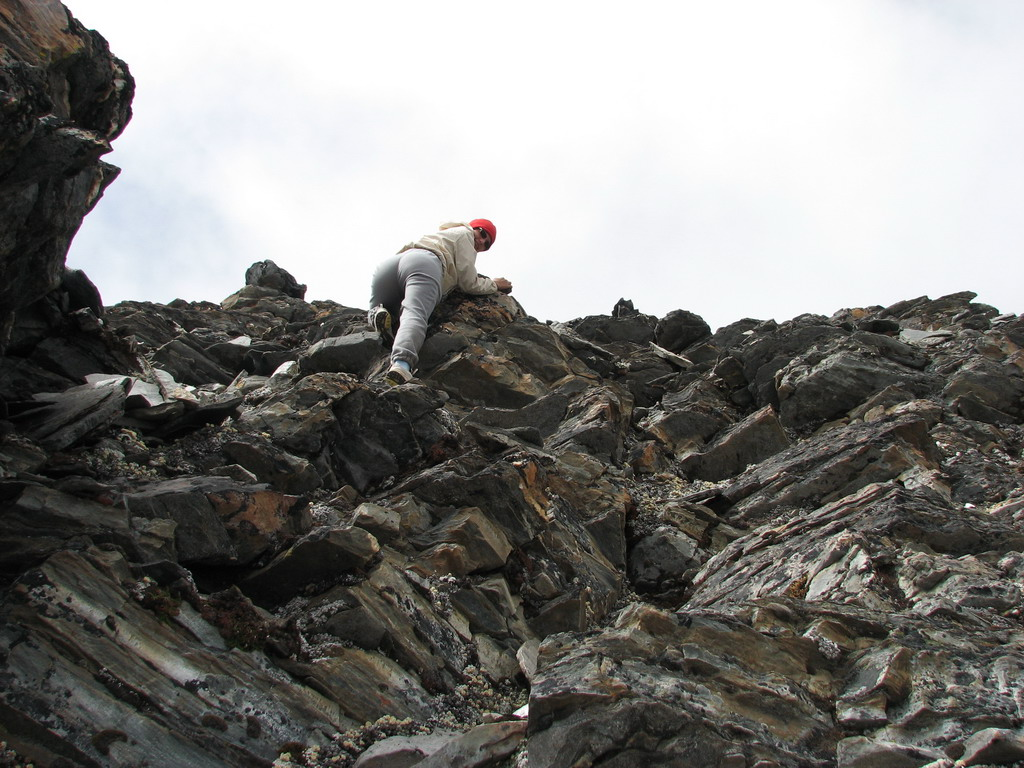
Элемент подъема на Чукхунг
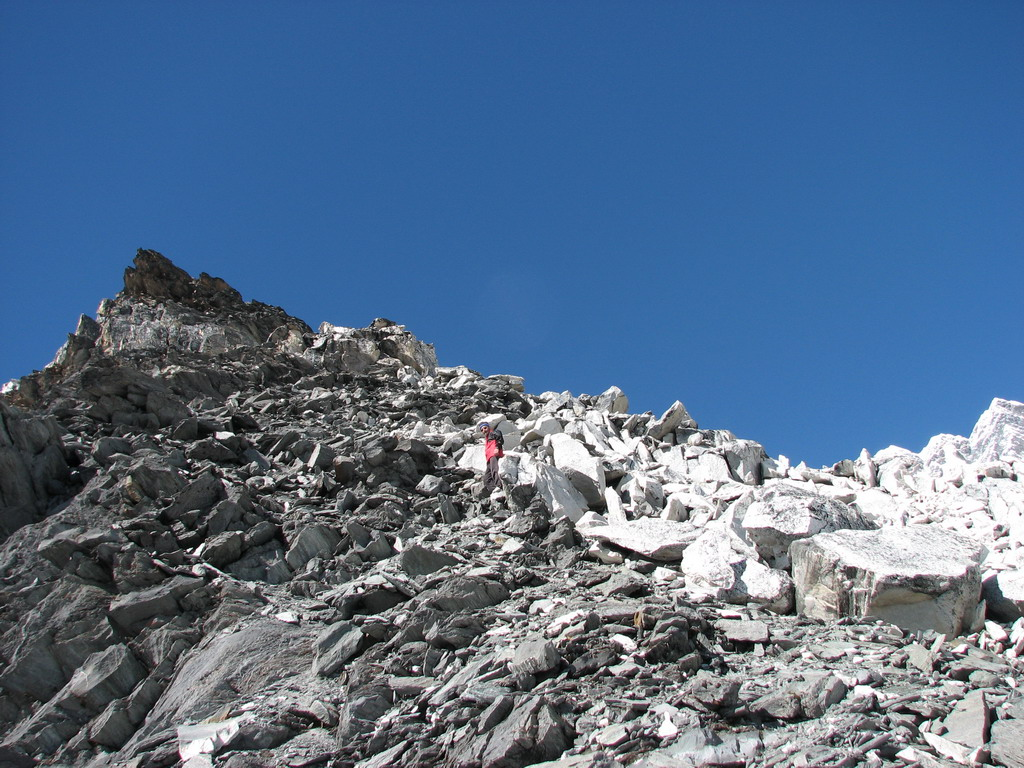
Элемент подъема на Чукхунг
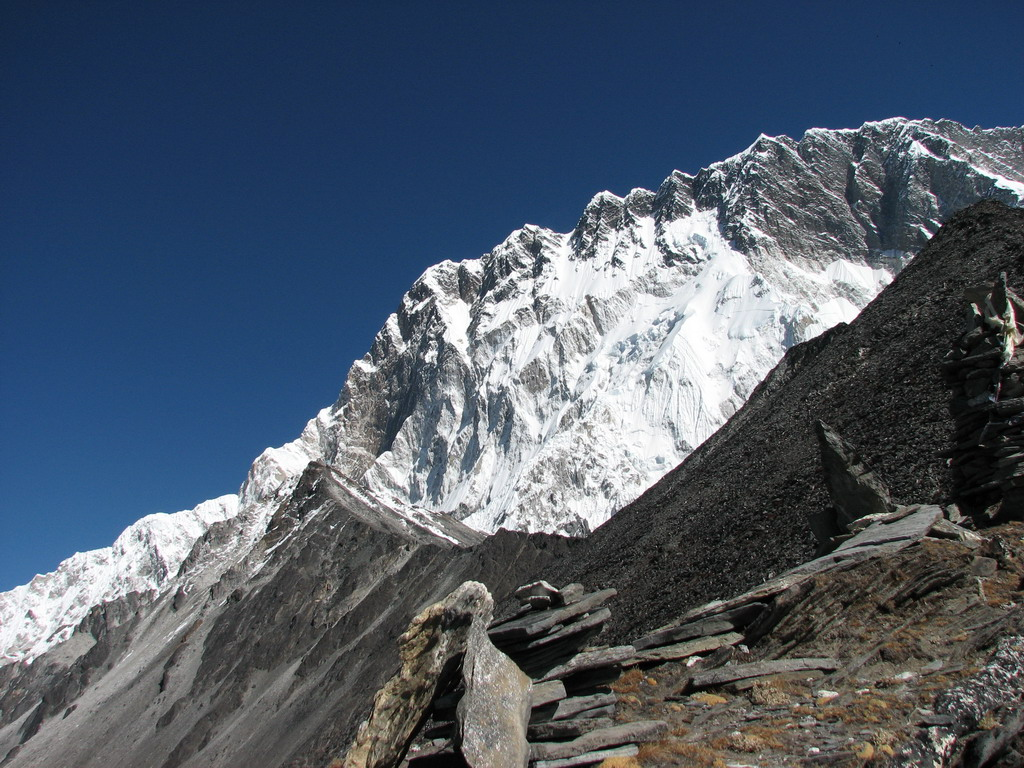
Справа — Чукхунг-ри; посередине — перевал, ведущий к Чукхунгу; на заднем плане — Нупцзе
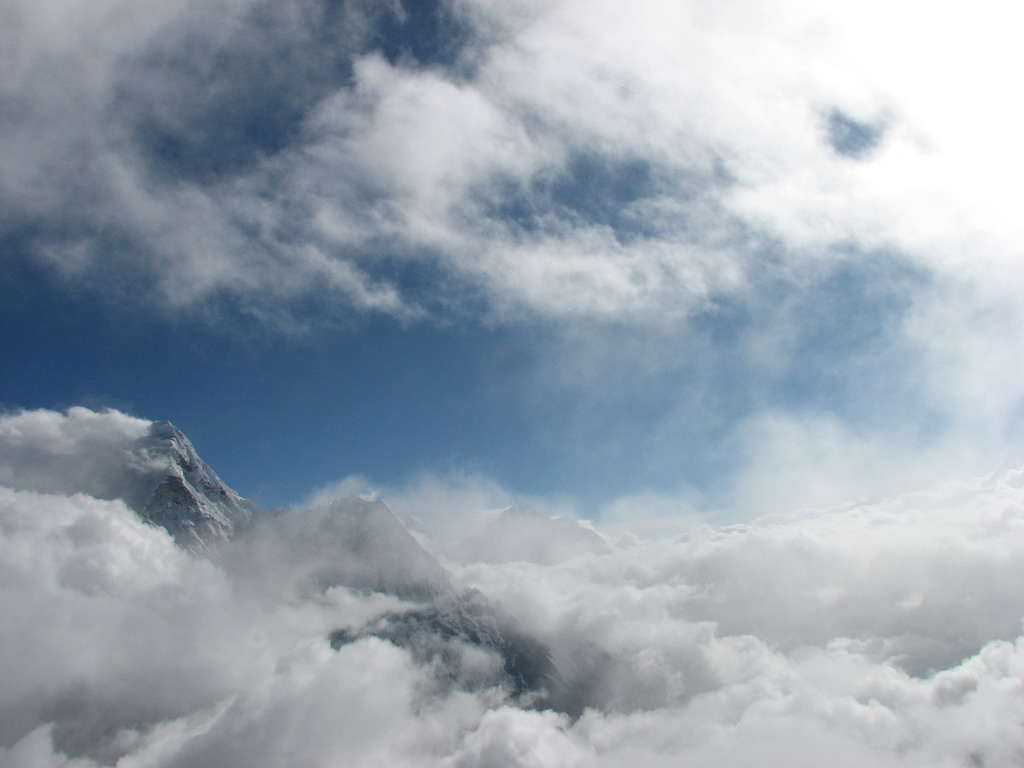
Облака наползают на перевал
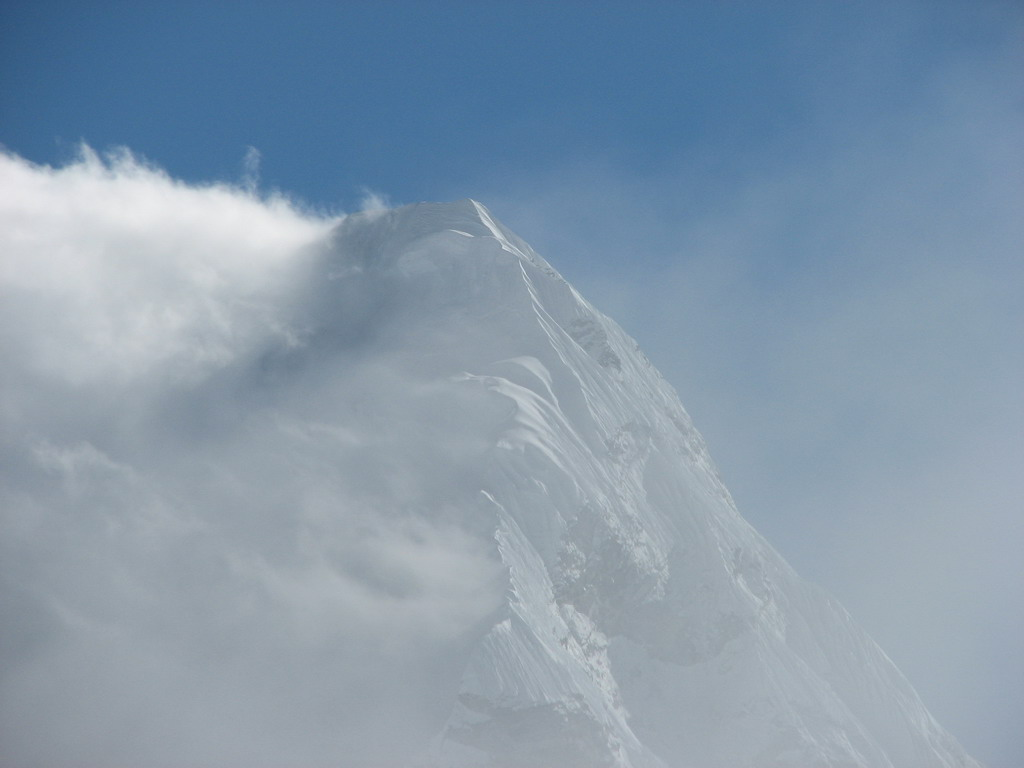
Вид с Чукхунга на Ама-Даблам
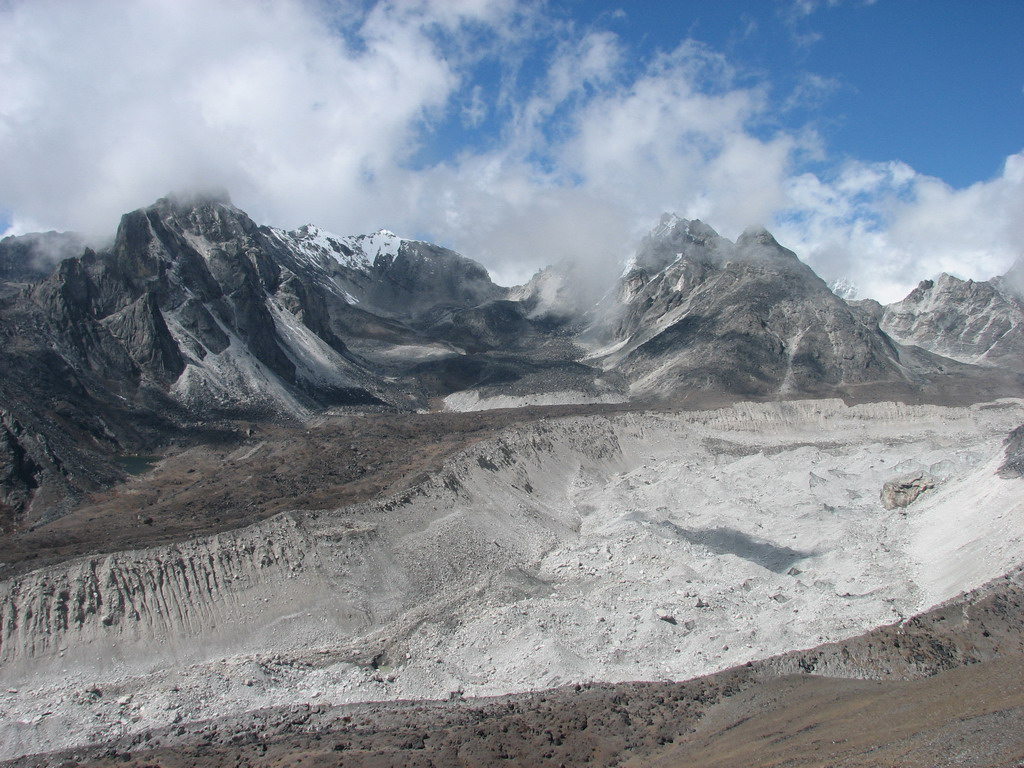
Вид с перевала вниз — на ледник Лхоцзе и перевал Конгма-Ла
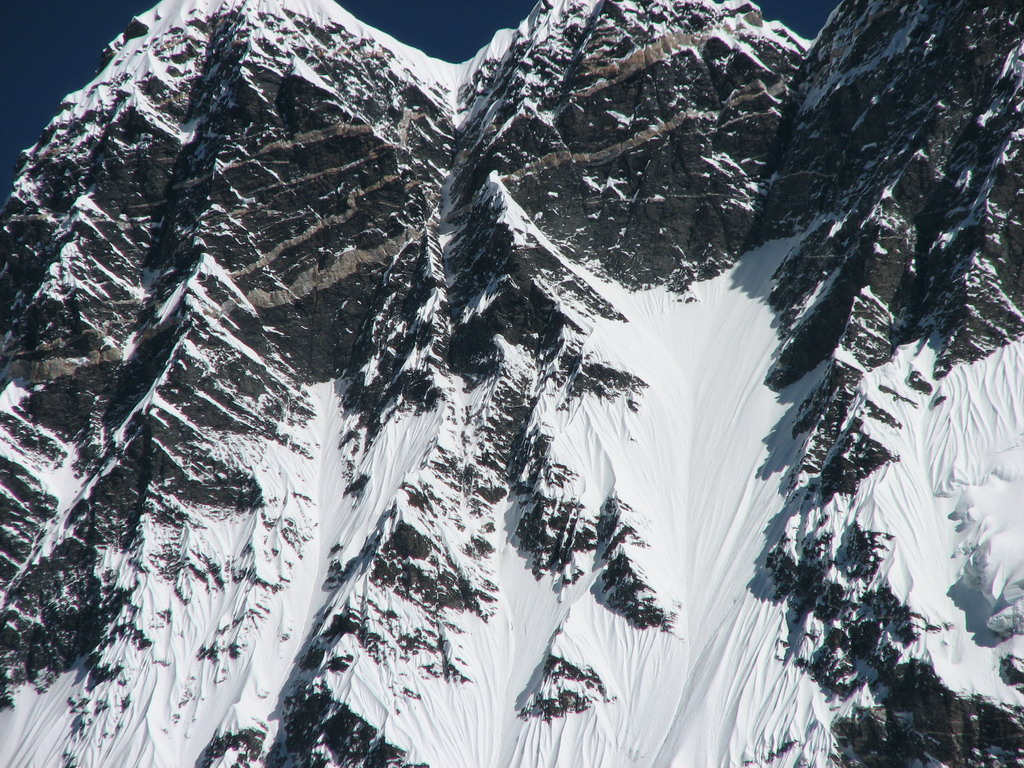
Вид с ледника Лхоцзе Нуп на стену Нупцзе
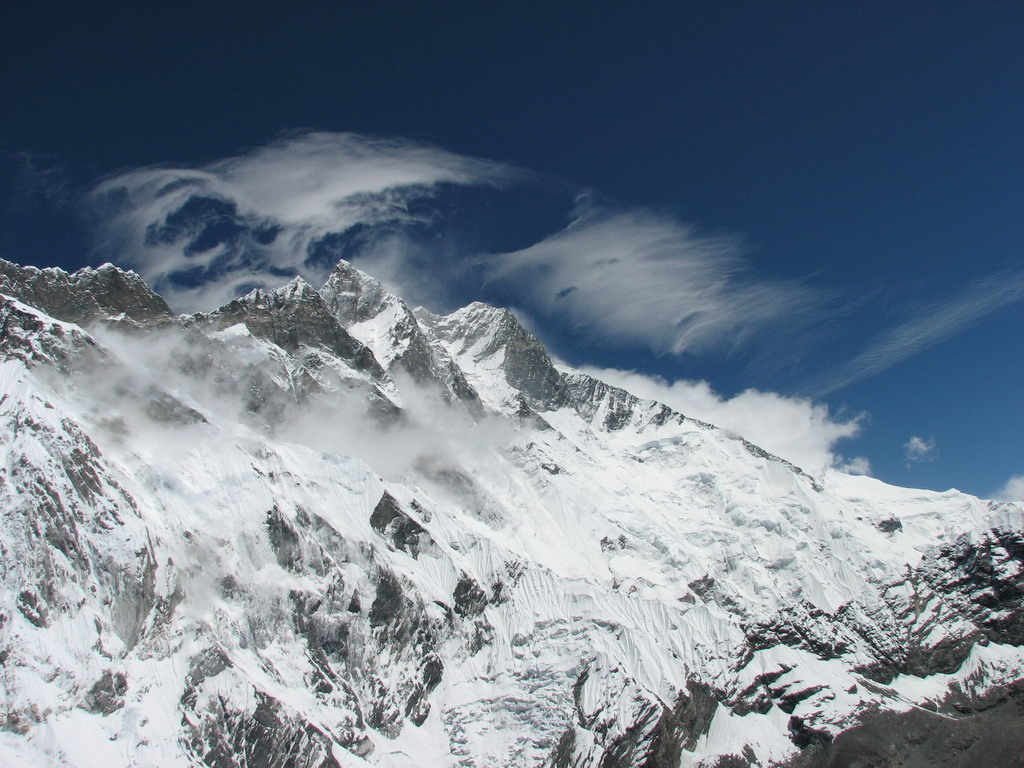
Вид на Лхоцзе с Чукхунг-ри